# Elizabeth Hartmann
Elizabeth Anna Hartmann (Porto Alegre, 3 de abril de 1930) é uma atriz, diretora e modelo brasileira.
Iniciou a carreira como modelo, tendo atuado na televisão, teatro e cinema e está ausente do cinema desde 1983.

## Carreira
Elisabeth Anna Hartmann, ou simplesmente, Elisabeth Hartmann, é natural de Porto Alegre, onde fez seus estudos e formou-se em Arte Dramática pela Faculdade de Filosofia da Universidade do Rio Grande do Sul, no ano de 1960. Filha única de pais alemães, Elisabeth teve uma infância confortável na cidade de Porto Alegre e estudou nos melhores colégios. As dificuldades começaram durante a guerra exatamente pela origem da família. Com o preconceito contra alemães nessa época, o pai foi preso injustamente, sua construtora começou a perder clientes, a família se mudou para um lugar menor, o pai adoeceu e acabou morrendo. Com sua morte, ela se viu obrigada a trabalhar, ainda durante o ginásio, para ajudar a mãe. Terminou os estudos com o auxílio de uma bolsa.

Fez seu primeiro desfile como manequim ainda no banco em que trabalhava como secretária, ainda no Sul. Depois do banco, foi contratada por uma importadora de aço e mais tarde numa de inseticida. Para se profissionalizar - e por insistência da mãe - mudou para São Paulo assim que terminou o curso da Escola de Arte Dramática. Queria se tornar uma Tônia Carrero, uma Maria Della Costa ou uma Cacilda Becker, que ela tanto admirava.

Nessa época, desfilou para grandes estilistas e estampou capas de revistas. Já morando em São Paulo, num café, conheceu Mazzaropi e ele a convidou para estrelar o primeiro dos sete filmes que fez com ele. Em São Paulo, trabalhou também como manequim e iniciou sua carreira teatral.
Elisabeth Hartmann trabalhou em várias companhias teatrais, com atuações nas companhias de Cacilda Becker, Nídia Lícia e Ruth Escobar. Tempos depois passou a dirigir. Fez várias leituras teatrais dramatizadas e dirigiu várias peças. Atuou em "Oscar", "O Pobre Piero", "Boing-Boing". 
Na companhia Ruth Escobar fez "O Estranho Casal" e "Lisístrada"( nessa peça, sofreu um trágico acidente - despencou do alto do palco, vestida com uma malha cor da pele com duas pombas douradas no seio e outra abaixo do ventre porque o contrarregra, que deveria fazer a descida do praticável lentamente, estava dormindo). No Teatro Popular do SESI fez "O Milagre de Anne Sullivan", "Senhora"; "Um Grito de Liberdade". 
"Licor de Maracujá" e "Há Vagas para Moças de Fino Trato", peças importantes em sua carreira. Na Scena Produções fez "Sua Excelência, o Candidato". Na A. Muniz Produções fez "Quem Programa Ação Computa Confusão". Depois passou a dirigir. Fez várias leituras dramatizadas, e dirigiu peças. Elisabeth Hartmann é uma atriz bastante versátil, e atualmente está se dedicando ao teatro. Em 2008, após 20 anos longe dos palcos, a atriz voltou a atuar na nova versão do espetáculo "Tio Vânia", de Anton Tchecov, sob a direção de Celso Frateschi.
Com Mazzaropi trabalhou em vários filmes, dentre eles: O paraíso das solteironas, "Jecão... Um Fofoqueiro no Céu"; O "Jeca e a Freira"," O Jeca e Seu Filho Preto"; "Uma Pistola para Jeca" e "Portugal... Minha Saudade". Fez com Walter Hugo Khouri, "A ilha". E com outras produtoras fez uma quantidade imensa de filmes. 

## Filmografia

### Televisão
| Ano  | Título                             | Personagem              | Notas                                      | Emissora          |
| ---- | ---------------------------------- | ----------------------- | ------------------------------------------ | ----------------- |
| 1965 | A Outra                            | Beth                    |                                            | Rede Tupi         |
| 1965 | TV de Vanguarda                    | Várias personagens      | 2 episódios                                | Rede Tupi         |
| 1968 | O Terceiro Pecado                  | —                       |                                            | TV Excelsior      |
| 1968 | Teleteatro Cacilda Becker          | Dolly                   | Episódio: "Breve Encontro"                 | Band              |
| 1969 | Nino, o Italianinho                | Cláudia                 |                                            | Rede Tupi         |
| 1970 | Ritinha Salário Mínimo             | —                       |                                            | Rede Tupi         |
| 1971 | A Fábrica                          | Ziza                    |                                            | Rede Tupi         |
| 1972 | Signo da Esperança                 | Taís                    |                                            | Rede Tupi         |
| 1972 | Vitória Bonelli                    | Ivone                   |                                            | Rede Tupi         |
| 1973 | A Volta de Beto Rockfeller         | Dirce                   |                                            | Rede Tupi         |
| 1973 | Divinas & Maravilhosas             | Beth                    |                                            | Rede Tupi         |
| 1973 | Estúdio A                          | —                       | Episódio: "A Mentira"                      | Rede Tupi         |
| 1974 | A Barba Azul                       | Tereza Penaforte (Tetê) |                                            | Rede Tupi         |
| 1975 | Meu Rico Português                 | Gertrude                |                                            | Rede Tupi         |
| 1975 | Senhoras e Senhores                | Esposa certa            |                                            | Rede Tupi         |
| 1976 | Papai Coração                      | Maria da Graça          |                                            | Rede Tupi         |
| 1977 | Cinderela 77                       | Catarina                |                                            | Rede Tupi         |
| 1978 | João Brasileiro, o Bom Baiano      | Hilda                   |                                            | Rede Tupi         |
| 1979 | Casa Fantástica                    | —                       |                                            | TV Cultura        |
| 1979 | O Todo-Poderoso                    | Dona Anita              |                                            | Rede Bandeirantes |
| 1980 | Olhai os Lírios do Campo           | Frida                   |                                            | Rede Globo        |
| 1980 | As Três Marias                     | Lurdes                  |                                            | Rede Globo        |
| 1981 | Floradas na Serra                  | Irmã Araci              |                                            | TV Cultura        |
| 1982 | A Força do Amor                    | Sofia Alvares           |                                            | SBT               |
| 1983 | Braço de Ferro                     | Elizângela              |                                            | Rede Bandeirantes |
| 1983 | Fernando da Gata                   | —                       |                                            | Rede Globo        |
| 1984 | Caso Verdade                       | Verônica                | Episódio: "Qualquer Dia, Qualquer Hora"    | Rede Globo        |
| 1985 | Ti Ti Ti                           | Jurada                  | Participação Especial                      | Rede Globo        |
| 1988 | Tarcísio & Glória                  | Lazzine Laureano        | Episódio: "Um banho de loja"               | Rede Globo        |
| 1988 | Vida Nova                          | Shatlain                |                                            | Rede Globo        |
| 1989 | O Cometa                           | Beth                    |                                            | Rede Manchete     |
| 1990 | A História de Ana Raio e Zé Trovão | Helena                  |                                            | Rede Manchete     |
| 1990 | Brasileiras e Brasileiros          | —                       | Participação Especial                      | SBT               |
| 1996 | Razão de Viver                     | Gretel                  |                                            | SBT               |
| 1997 | Velas de Sangue                    | Helena                  | [ 2 ]                                      | Rede Record       |
| 1998 | Dona Flor e Seus Dois Maridos      | Albertina               |                                            | Rede Globo        |
| 2002 | Pequena Travessa                   | Edna Pereira            |                                            | SBT               |
| 2005 | Senta Que Lá Vem Comédia           | —                       | Episódio: "O Secretário de Sua Excelência" | TV Cultura        |
| 2007 | Amigas & Rivais                    | Madre Ester             |                                            | SBT               |
| 2008 | Água na Boca                       | Madre Cristina          |                                            | Rede Bandeirantes |
| 2011 | Amor e Revolução                   | Elizangela Vina         |                                            | SBT               |
| 2012 | Corações Feridos                   | Tita                    |                                            | SBT               |
| 2016 | Tempero Secreto                    | Amiga de Dona Maroca    |                                            | GNT               |

### Cinema
| Ano  | Título                           | Personagem              | Notas                    |
| ---- | -------------------------------- | ----------------------- | ------------------------ |
| 1962 | A Ilha                           | Clara                   |                          |
| 1965 | O Puritano da Rua Augusta        | Filomena                |                          |
| 1967 | Férias no Sul                    | Isa                     |                          |
| 1968 | O Jeca e a Freira                | Irmã Isabel             |                          |
| 1969 | No Paraíso das Solteironas       | Cigana, irmã de Douglas |                          |
| 1970 | Uma Pistola para Djeca           | Professora              |                          |
| 1971 | Diabólicos Herdeiros             | Herdeira                |                          |
| 1973 | Os Garotos Virgens de Ipanema    | Laura                   |                          |
| 1974 | Portugal... Minha Saudade        | Esposa do acidentado    |                          |
| 1974 | Macho e Fêmea                    | Beth                    |                          |
| 1976 | Senhora                          | Lísia                   |                          |
| 1976 | A Noite das Fêmeas               | Maura                   |                          |
| 1977 | Internato de Meninas Virgens     | Diretora do presídio    |                          |
| 1977 | Jecão, um Fofoqueiro no Céu      | Freira                  |                          |
| 1978 | O Jeca e seu filho preto         | Carolina                |                          |
| 1978 | Mulher Desejada                  | Ana                     |                          |
| 1979 | Herança dos Devassos             | Laura                   |                          |
| 1979 | Os Imorais                       | Júlia                   |                          |
| 1980 | A Força dos Sentidos             | Regina                  |                          |
| 1980 | Os Rapazes da Difícil Vida Fácil | Gilberto (Gil)          |                          |
| 1981 | Palácio de Vênus                 | Madame Carlota          | [ 10 ]                   |
| 1981 | Amélia, Mulher de Verdade        | Irmã Joana              |                          |
| 1982 | Curral de Mulheres               | Helena                  |                          |
| 1984 | Sacanagem                        | Velha dos gatos         | Segmento: "Gatas no Cio" |
| 1992 | O Fazedor de Fitas Inacabadas    | Socialite               | Curta-metragem           |
| 2015 | Memórias da Boca                 | Ela mesma               | Documentário             |

## Teatro[14]
| Ano  | Título                                 | Autoria                         | Direção                        | Notas             |
| ---- | -------------------------------------- | ------------------------------- | ------------------------------ | ----------------- |
| 1955 | Seis Personagens à Procura de um Autor | Luigi Pirandello                | Carlos Alberto Murtinho        |                   |
| 1956 | O Diabo Cospe Vermelho                 | Maria Inez de Barros Almeida    | Carlos Alberto Murtinho        |                   |
| 1956 | O Caso do Vestido                      | Carlos Drummond de Andrade      | Carlos Alberto Murtinho        |                   |
| 1958 | Egmont                                 | Goethe                          | Ruggero Jacobbi                |                   |
| 1958 | O Novo Teatro                          | Rosso di San Secondo            | Ruggero Jacobbi                |                   |
| 1958 | O Telescópio                           | Jorge Andrade                   | Ruggero Jacobbi                |                   |
| 1959 | O Corvo                                | Carlo Gozzi                     | Ruggero Jacobbi                |                   |
| 1959 | Auto de Natal                          | Irmão Arnulfo e Irmão Dionísio  | Ruggero Jacobbi                |                   |
| 1959 | Electra                                | Sófocles                        | Ruggero Jacobbi                |                   |
| 1963 | Oscar                                  | Claude Magnier                  | Cacilda Becker                 |                   |
| 1963 | M.M.Q.H.                               | Luís Novas Terras               | Nydia Lícia                    |                   |
| 1964 | Boeing Boeing                          | Marc Camoletti                  | Carlos Kroeber                 |                   |
| 1964 | O Pobre Piero                          | Achille Campanile               | Nydia Lícia                    |                   |
| 1966 | Licor de Maracujá                      | Abílio Pereira de Almeida       | Abílio Pereira de Almeida      |                   |
| 1967 | O Estranho Casal                       | Neil Simon                      | Antônio Abujamra               |                   |
| 1968 | Lisístrata                             | Aristófanes                     | Maurice Vaneau                 |                   |
| 1968 | O Milagre de Anne Sullivan             | William Gibson                  | Osmar Rodrigues Cruz           |                   |
| 1971 | Senhora                                | José de Alencar                 | Osmar Rodrigues Cruz           |                   |
| 1972 | Um Grito de Liberdade                  | Sérgio Viotti                   | Osmar Rodrigues Cruz           |                   |
| 1974 | O Peru e a Pomba                       | Renato Restier                  | Emílio Di Biasi                |                   |
| 1975 | Uma Noite Encantada                    | Marcos Caruso                   | Marcos Caruso                  |                   |
| 1982 | Há Vagas Para Moças de Finos Tratos    | Alcione Araújo                  | Jean Garrett e Mário Vaz Filho |                   |
| 1984 | Extremos                               | William Mastrosimone            | Amir Haddad                    |                   |
| 1986 | Sua Excelência, o Candidato            | Jandira Martini e Marcos Caruso | Silnei Siqueira                |                   |
| 1988 | Quem Procura Ação Computa Confusão     | Anthony Marriot e Bob Grant     | Atílio Riccó                   |                   |
| 2008 | Tio Vânia                              | Anton Tchekhov                  | Celso Frateschi                | [ 15 ]            |
| 2008 | A Noite do Aquário                     | Sérgio Roveri                   | Sérgio Ferreira                |                   |
| 2009 | Oito Mulheres                          | Robert Thomas                   | Kiko Jaess                     | Leitura dramática |

## Prêmios e Indicações
| Ano  | Prêmio              | Indicação                    | Trabalho      | Resultado | Ref.   |
| ---- | ------------------- | ---------------------------- | ------------- | --------- | ------ |
| 1964 | Prêmio APCT         | Melhor Atriz Coadjuvante     | Boeing Boeing | Indicado  |        |
| 2024 | Prêmio Pérola Negra | Homenagem (Conjunto da Obra) | —             | Venceu    | [ 17 ] |